# جراحی بای‌پس سرخرگ کرونری

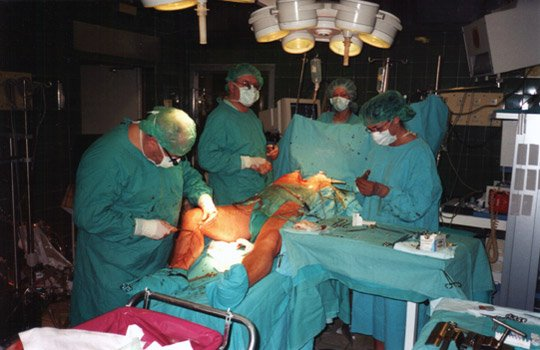
برداشتن سیاهرگ از پای بیمار برای پیوند

بای‌پس سرخرگ کرونری یکی از جراحی‌ها برای درمان کاهش خونرسانی سرخرگ‌های قلب است. در صورت گرفتگی و تنگی بیش از ۷۰ درصد سرخرگ‌های کرونری و عدم قابلیت درمان با آنژیوپلاستی یا فنر و بالون این جراحی انجام می‌گیرد. تشخیص نهایی گرفتگی و انسداد عروق کرونر توسط آنژیوگرافی انجام می‌پذیرد و تصمیم‌گیری برای انجام عمل بای‌پس با در نظر گرفتن نتایج داده‌های بالینی و براوردهای پاراکلینیکی و تشخیصی مکمل است.
اصطلاح بای‌پس به ایجاد یک مسیر دور-زننده که تنگی سرخرگ‌های کرونر را دور می‌زند، اشاره دارد. این بدین معنا است که با ایجاد یک انشعاب توسط یک پیوند عروقی ناحیه گرفتگی و تنگی سرخرگ کرونری دور زده می‌شود یا اینکه میانبری توسط پیوند عروقی برای خونرسانی ایجاد می‌شود.

## شیوهٔ جراحی
پیوندهای عروقی که در این جراحی بکار می‌روند از نوع سیاهرگی و سرخرگی است. پیوندهای سیاهرگی از ساق و ران اندام تحتانی برداشت می‌شود. پیوندهای سرخرگی متعددی را می‌توان برای جراحی بای‌پس استفاده نمود. سرخرگ سینه‌ای درونی چپ که از جداره داخلی قفسه سینه سمت چپ برداشت می‌شود معمولاً در تمامی بیماران مورد استفاده قرار می‌گیرد. پیوندهای سرخرگی دیگری نیز مورد استفاده قرار می‌گیرند، که مرسوم‌ترین آن‌ها سرخرگ سینه‌ای درونی راست و یکی ازدو سرخرگ ساعد به نام سرخرگ زند زبرین است.
جراحی بای‌پس مبتنی بر اتصال پیوندهای وریدی یا سرخرگی به سرخرگ‌های حامل انسداد یا گرفتگی است که این اتصال به روش دوخت صورت می‌پذیرد که اصطلاح علمی ان اناستوموز است. اتصال پیوند را به سرخرگ کرونر را " اتصال انتهایی " یا " اناستوموز دیستال" می‌نامند چرا که این نقطه انتهای جریان خون در پیوند است.

## آماده‌سازی قبل از عمل
اولین آماده‌سازی رعایت زمان مناسب عمل است. در مورد اورژانسی بیمار می‌بایست حداقل ۷۲ ساعت بعد از انجام آنژیوگرافی مورد عمل قرار گیرد تا احتمال آسیب کلیوی به حداقل رسد. بیماران می‌بایست در صورت ثبات وضعیت به مدت یک تا سه هفته بعد از سکته قلبی تحت نظر یا استراحت باشند.
کنترل قند خون دارای اهمیت فراوانی در نتایج عمل دارد و شاخص HbA1c می‌بایست در حد ممکن با درمان صحیح دیابت به سمت نرمال هدایت شود.
غربالگری معایب عملکردی تمامی ارگان‌ها و دستگاه‌ها به صورت دستوری یا بر حسب داده‌های بالینی و تشخیصی می‌بایست برنامه‌ریزی شوند. برآورد عملکردی ریه‌ها توسط دم‌سنجی، بررسی احتمال گرفتگی عروق کردن، بررسی اعضا شکم و تصویربرداری‌های مکمل مغزی، ریوی و شکمی تعدادی از این غربالگری‌ها است. انجام فیزیوتراپی تنفسی و فراگیری حرکات تخلیه شبکه هوارسانی و استفاده بهینه از نیروی سرفه در چند جلسه قبل از عمل می‌تواند در سیر بعد از عمل مفید واقع شود.
تجویز داروهای تقویت بخش و مکمل املاح نیز می‌تواند مفید واقع شوند. از آنجایی که عمل بای‌پس موجب اضطراب قابل توجه‌ای می‌شوند آماده‌سازی بیمار توسط داروهای مقابله‌کننده با رادیکال‌های آزاد و سوپر اکسیدها منطقی به نظر می‌رسد.
ترک دخانیات دست کم ۲ هفته قبل از عمل تأثیر بسزایی در کاهش عوارض ریوی خواهد داشت. کاهش کنترل شده اضافه وزن تحت نظر پزشک و مفید نمودن رژیم غذایی نیز می‌تواند توصیه شود.
این عمل به وسیلهٔ قرار دادن قطعه‌ای از یک سیاهرگ، بین آئورت و ناحیه انتهایی دیستال ضایعهٔ انسداد یافته در شریان کرنری انجام می‌شود. در سال‌های اخیر به جای سیاهرگ از سرخرگ سینه‌ای درونی هم جهت این پیوند استفاده می‌شود.

## اهمیت
تخمین زده می‌شود از هر سه بزرگسال آمریکایی یک نفر مبتلا به یک یا چند بیماری قلبی عروقی است. در سراسر دنیا هر ساله ۱/۲۵–۱ میلیون جراحی قلب بزرگسال انجام می‌شود که شایعترین عمل جراحی قلب کنارگذر شریان کرونری با روش مرسوم on-pump یعنی با کمک بای‌پس قلبی ریوی است.

## توصیه‌های مؤثر جهت بهبود سریع تر بعد از عمل جراحی
- قطع مصرف سیگار
- رعایت بهداشت فردی وعدم دستکاری محل جراحی جهت کاهش خطر عفونت
- تحرک کافی جهت جلوگیری از ترومبوز ورید عمقی(DVT) و کاهش ظرفیت تنفسی (درصورت عدم منع از سوی پزشک، هرچه سریع تر از تخت خارج شوید
- مصرف مایعات کافی جهت رقیق ترشدن ترشحات ریوی وکمک به خروج بهترآنها (دربیماران با محدودیت مصرف مایعات مثل بیماران نارسایی کلیوی ونارسایی قلبی، جهت اطلاع از میزان مایع مصرفی با درمانگر خود مشورت نمایید)
- سرفه وتنفس مؤثر جهت کاهش خطر عفونت‌های تنفسی، (استفاده از اسپیرومتری تشویقی درصورت توصیه پزشک)
- داشتن رژیم پر پروتئین وپرکالری ومصرف میوه وسبزی به میزان کافی (درصورت عدم منع درمانگر) جهت بهبودی سریع تر وکمک به ترمیم زخم
- حفظ وکنترل قندخون در محدوده طبیعی برای بیماران دیابتیک جهت کمک به ترمیم سریع تر زخم
- درصورت مشاهده ترشحات چرکی یا بدبو ازمحل جراحی و تب ولرز هرچه سریع تر درمانگر خود را درجریان قراردهید